# Javagraven

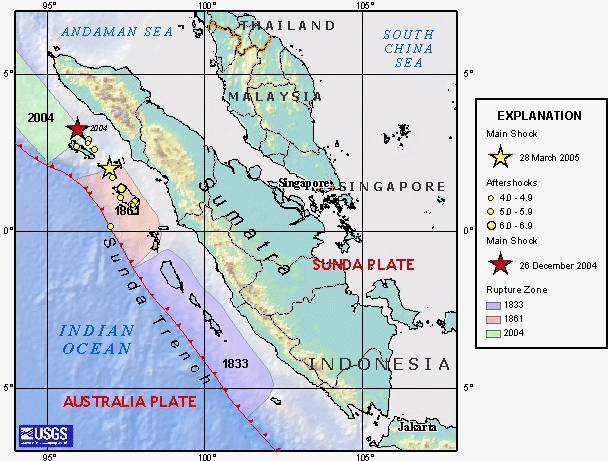
Karta med den nordvästligaste delen av Javagraven (engelska: Sunda trench).

Karta med den sydöstligaste delen av Javagraven (kroatiska: Javanska brazda).

Javagraven, alternativt Sundagraven, är en djuphavsgrav i Indiska oceanen, cirka 300 kilometer syd- och sydväst om Sundabågen, öbågen bestående av Sumatra, Java och Små Sundaöarna. Javagraven är 3 200 kilometer lång och har Indiska oceanens djupaste punkt på 7 450 meter.
Graven är en förkastningsspricka där den indoaustraliska kontinentalplattan, närmare bestämt den australiska plattan, åker ner under den eurasiska kontinentalplattan, mer specifikt Sundaplattan, och utgör en seismiskt och vulkaniskt aktiv zon.
Epicentrum för 2004 års jordbävning, med en magnitud på 9,1 Mw, låg utanför Sumatras nordvästra kust, i Javagravens nordvästra ändpunkt. Jordbävningen förflyttade delar av förkastningsprickan längs 600 kilometer av Javagravens sträckning. Detta gav upphov till en stor tsunami som orsakade mycken död och förstörelse under sin framfart.